# ロータスの伝説
『ロータスの伝説』（原題：Lotus）は、サンタナが1974年に発表した、バンド名義では初のライブ・アルバム。

## 解説
1973年7月に行われた大阪公演を収録。サンタナ作品の日本における発売元だったCBSソニーの主導で制作された。オリジナルLPは3枚組で、CDでは2枚にまとめられたが、2006年に発売された紙ジャケットの再発CDでは、オリジナルと同じ3枚組仕様となっている。ジャケットは22面という大がかりなもので、デザインは横尾忠則が担当した。
「ミスター・ウドー」は、招聘事務所であるウドー音楽事務所の社長、有働誠次郎に捧げられた曲。実際のライブでは、本作収録曲以外にも、メンバーのレオン・トーマスが1960年代にファラオ・サンダースと共作してレコーディングした「クリエイター・ハズ・ザ・マスタープラン」等が演奏された。

## 収録曲
曲順はオリジナル盤に準じる。「瞑想」は楽曲ではなく、司会の今野雄二の説明に続いてバンドが1分間黙祷する様子を収録したもの。

### ディスク1
1. 瞑想 - "Meditation" - 1:39
2. 家路 (ゴーイン・ホーム) - "Going Home" (Antonín Dvořák / arr. by Alice Coltrane, C. Santana, R. Kermode, M. Shrieve, D. Rauch, T. Coster, A. Peraza, J. Areas) - 2:52
3. A-1 ファンク - "A-1 Funk" (The New Santana Band) - 3:12
4. 果てしなき道 - "Every Step of the Way" (Shrieve) - 11:29
5. ブラック・マジック・ウーマン - "Black Magic Woman" (Peter Green) - 3:38
6. ジプシー・クイーン - "Gypsy Queen" (Gábor Szabó) - 3:57
7. 僕のリズムを聞いとくれ - "Oye Como Va" (Tito Puente) - 5:46
8. 輝ける光 - "Yours Is the Light" (Kermode) - 5:29
9. バトゥーカ - "Batuka" (Areas, Brown, Carabello, Rolie, Shrieve) - 0:54
10. シババ - "Xibaba (She-Ba-Ba)" (Airto Moreira) - 4:24

### ディスク2
1. ストーン・フラワー (イントロダクション) - "Stone Flower (introduction)" (Antonio Carlos Jobim) - 1:18
2. ウェイティング - "Waiting" (Santana) - 4:13
3. 砂上の楼閣 パート1 - "Castillos de Arena Part 1 (Sand Castle)" (Corea, Young, The New Santana Band) - 2:50
4. フリー・アンジェラ - "Free Angela" (Bayete) - 4:26
5. ソウサリートのサンバ - "Samba de Sausalito" (Areas) - 3:52
6. マントーラ - "Mantra" (Coster, Santana, Shrieve) - 7:19
7. 京都 (ドラム・ソロ) - "Kyoto (Drum Solo)" - 9:57
8. 砂上の楼閣 パート2 - "Castillos de Arena Part 2 (Sand Castle)" (Corea, Young, The New Santana Band) - 1:11
9. すべては終わりぬ - "Se a Cabo" (Areas) - 5:27

### ディスク3
1. 君に捧げるサンバ - "Samba Pa Ti" (Santana) - 9:34
2. ミスター・ウドー - "Mr Udo" (The New Santana Band) - 3:06
3. 祭典 - "Toussaint L'Overture" (Areas, Brown, Carabello, Rolie, Santana, Shrieve) - 7:41
4. ネシャブールの出来事 - "Incident at Neshabur" (Gianquinto, Santana) - 16:22

## 参加ミュージシャン
- カルロス・サンタナ - ギター、パーカッション
- レオン・トーマス - ボーカル、パーカッション
- トム・コスター - キーボード、パーカッション
- リチャード・カーモード - キーボード、パーカッション
- ダグ・ローチ - ベース
- マイケル・シュリーヴ - ドラムス
- ホセ・チェピート・アレアス - パーカッション
- アルマンド・ペラーサ - パーカッション